# Muraltia pillansii
Muraltia pillansii är en jungfrulinsväxtart som beskrevs av Margaret Rutherford Bryan Levyns. Muraltia pillansii ingår i släktet Muraltia och familjen jungfrulinsväxter. Inga underarter finns listade i Catalogue of Life.